# Oscar Holtermann
Oscar Claes Fleming Holtermann, född 30 oktober 1859 i Stockholm, död 25 mars 1932 i Stockholm, var en svensk militär och kammarherre.

## Biografi
Holtermann utnämndes 12 november 1880 till underlöjtnant vid Livgardet till häst i Stockholm, där han efter att ha genomgått Arméns rid- och körskola på Strömsholm 1881–1882 och Gymnastiska centralinstitutet 1884–1886, år 1885 blev löjtnant. Åren 1888–1890 genomgick han Krigshögskolan och tjänstgjorde därefter 1891–1893 på somrarna som aspirant vid generalstabens topografiska avdelning samt två somrar vid Generalstabens övriga avdelningar eller i Landtförsvarsdepartementets Kommandoexpedition, när kommendering dit utgått från Generalstaben. Han blev ryttmästare 1895 och 1897 adjutant hos Oscar II samt tog avsked 1902, varefter han samma år utnämndes till kammarherre hos hertigparet av Västergötland. Två år senare blev han kabinettskammarherre hos Oscar II. Holtermann blev major i armén 1919.
Efter avskedet från militärtjänsten tog Holtermann del i ledningen av ett flertal bank- och affärsföretag. Han var bland annat ordförande i Göteborgs banks centralkontor i Stockholm (1908), Nitroglycerin AB, Stockholms stads brandförsäkringskontor,  Sophiahemmet, Aktiebolaget Lidingö Villastad samt ledamot av ett flertal andra bolagsstyrelser. Under storstrejken 1909 ledde han Stockholms frivilliga skyddskår. Holtermann var också Kungl. Svenska segelsällskapets ordförande 1910–1922, i Svenska seglarförbundet och under Olympiska spelen 1912 var han ordförande för regattakommittén.
Han var son till Markus Høyer Holtermann, förste hovmarskalk vid norska hovstaten, och friherrinnan Sigrid, född Fleming af Liebelitz, tidigare hovfröken i änkedrottning Desiderias hovstat. Han växte upp i Arvfurstens palats och gifte sig den 14 september 1892 i Stockholm med grevinnan Maud von Rosen (född 1872), dotter till överstekammarjunkare, greve Carl Gustaf von Rosen och Ella, född Moore. Makarna Holtermann blev föräldrar till konstnären Reinhold Holtermann. Oscar Holtermann gravsattes den 31 mars 1932 på Norra begravningsplatsen i Stockholm.

## Utmärkelser

### Svenska utmärkelser
- Konung Oscar II:s och Drottning Sofias guldbröllopsminnestecken, 1907.[3]
- Konung Oscar II:s jubileumsminnestecken, 1897.[3]
- Konung Gustaf V:s jubileumsminnestecken med anledning av 70-årsdagen, 1928.[4]
- Kommendör av första klassen av Nordstjärneorden, 18 december 1918.[5]
- Kommendör av andra klassen av Nordstjärneorden, 5 juni 1909.[6]
- Riddare av första klassen av Svärdsorden, 1900.[7]

### Utländska utmärkelser
- Riddare av första klassen av Ryska Sankt Stanislausorden, senast 1915.[3]
- Riddare av andra klassen med kraschan av Preussiska Kronorden, senast 1915.[3]
- Kommendör av andra graden av Danska Dannebrogorden, senast 1915.[3]
- Tredje klassen av Osmanska rikets Osmanié-orden, senast 1915.[3]
- Riddare av Franska Hederslegionen, senast 1915.[3]
- Riddare av första klassen av Norska Sankt Olavs orden, senast 1915.[3]
- Riddare av tredje klassen av Ryska Sankt Annas orden, senast 1915.[3]
- Riddare av tredje klassen av Österrikiska Järnkroneorden, senast 1915.[3]